# Ministère de la Santé et de l'Éducation médicale
 (juillet 2025).
Le contenu est difficilement compréhensible vu les erreurs de traduction, qui sont peut-être dues à l'utilisation d'un logiciel de traduction automatique.
Le ministère de la Santé et de l'Éducation médicale, (en persan : وزارت بهداشت، درمان و آموزش پزشکی), (en anglais : The Ministry of Health and Medical Education), MOHME a la responsabilité exécutive de la santé et de l'éducation médicale au sein du gouvernement iranien.

## Objectifs
Le système de santé iranien est hautement centralisé et presque toutes les décisions concernant les objectifs généraux, les politiques et l'allocation des ressources sont prises au niveau central par le MOHME. Le ministère a l'autorité légale de superviser, d'autoriser et de réglementer les activités du secteur privé de la santé.  
Un système élaboré de réseau de santé fournit des soins de santé primaires (SSP) à la grande majorité du public iranien. Le MOHME possède et gère le plus grand réseau de prestation de soins de santé en Iran, composé d'établissements de santé et d'écoles de médecine.

## Tâches
Le MOHME est chargé de la fourniture de services de santé à travers son réseau, l'assurance médicale, la formation médicale, la supervision et la réglementation du système de santé dans le pays, l'élaboration des politiques, la production et la distribution de produits pharmaceutiques, ainsi que la recherche et le développement. 
Le MOHME comprend cinq départements dirigés par des vice-ministres :  
1. Recherche et technologie,
2. Éducation,
3. Logistique,
4. Aliments et drogues
5. santé.

## Services
Le troisième plan de développement socio-économique de 1999 a autorisé le MOHME à adopter une évolution vers un partenariat public-privé dans la prestation des soins de santé. Selon le recensement du Centre statistique iranien de 2003, l'Iran compte 730 établissements médicaux (hôpitaux, cliniques...) avec 110 797 lits au total, dont 488 (77 300 lits) sont gérés par le MOHME, 120 (11 301 lits) sont détenus par le secteur privé, et le reste appartient à d'autres organisations, telles que l' Organisation de la sécurité sociale de l'Iran (SSO).  Selon l'Organisation mondiale de la santé, les hôpitaux privés ne préfèrent pas non plus passer des contrats avec le ministère de la Santé et de l'Éducation médicale, en raison des tarifs bas, des formalités administratives supplémentaires et des retards de paiement.
La fourniture de services médicaux aux femmes par des femmes a été introduite après la révolution islamique en Iran. cette révolution a conduit à la formation d'une république islamique. Le Guide suprême a ordonné l'admission exclusive des femmes pour la formation en obstétrique et gynécologie au début des années 1980. En 1998, le ministère iranien de la Santé et de l'Éducation médicale était chargé d'adapter ses services aux règles islamiques, connues sous le nom de plan de conformité de genre (GCP).

## Affaires
Depuis la révolution de 1979, l'Iran a adopté une politique pharmaceutique nationale (NDP) entièrement basée sur les génériques, avec la production locale de médicaments essentiels et de vaccins comme l'un des principaux objectifs. Le MOHME a pour mission de fournir un accès à des quantités suffisantes de médicaments sûrs, efficaces et de haute qualité abordables pour l'ensemble de la population. 
Le MOHME est le principal acteur des affaires pharmaceutiques dans le pays. Cependant, la Social Security Investment Co. (SSIC), la plus grande société holding iranienne, qui possède et contrôle 22 sociétés de fabrication de produits pharmaceutiques avec une part de 40% de la production pharmaceutique totale en Iran, est affiliée au ministère du Bien-être social.  
En 2006, 55 sociétés pharmaceutiques en Iran produisent plus de 96 pour cent (quantitativement) des médicaments sur le marché, d'une valeur de 1,2 milliard de dollars par an  sur un marché total de 1,87 milliard de dollars (2008) et 3,65 milliards de dollars d'ici 2013 (projection),. Bien que plus de 85 pour cent de la population utilisent un système d'assurance pour rembourser leurs dépenses en médicaments, le gouvernement subventionne fortement la production / l'importation de produits pharmaceutiques. 
Le Département du matériel médical du MOHME supervise les importations de matériel médical, son importation et sa distribution sont principalement assurées par le secteur privé.

## Universités
En République islamique d'Iran, il existe 45 universités des sciences médicales couvertes par le ministère de la Santé et de l'Éducation médicale (MOHME). Dans chacun d'entre eux, des centres de développement de l'éducation (EDC) ont été créés qui ont été poursuivis par la création de bureaux de développement de l'éducation (EDO) dans chacune des facultés de médecine pour accélérer le développement des activités éducatives. Ces bureaux visent à favoriser le changement de l'enseignement médical dans les collèges de médecine en lançant une réforme des programmes, en mettant en place un programme de développement du corps professoral et en promouvant les bourses d'études.
Le ministère iranien de la Santé a mis en place en 1982 le système de réseau d'assainissement à travers le pays afin de fournir des soins de santé primaires. Cependant, l'insuffisance des effectifs était le principal problème dans le processus de mise en œuvre de ce programme. À cette époque, le Conseil suprême de la révolution culturelle a décidé de séparer les universités des sciences médicales du ministère des Sciences et de les combiner avec le ministère de la Santé afin d'augmenter le nombre d'étudiants en santé, en particulier les étudiants en médecine. Enfin, en 1985, la stratégie a été approuvée par le parlement. À la suite de la mise en œuvre d'une stratégie combinée, l'ensemble des programmes d'enseignement, y compris les plans de recherche et les services des universités des sciences médicales, ont été placés sous l'inspection du ministère de la Santé et de l'Éducation médicale (MoHME). Depuis, les universités des sciences médicales ont été créées (au moins une université dans chaque province). Une grande partie de l'autorité du ministère est l'éducation et la formation des ressources humaines dans les soins de santé en Iran.

## Liste
| N°  | Portrait | Nom Dates de naissance et de décès          | Durée du mandat   | Durée du mandat  |
| --- | -------- | ------------------------------------------- | ----------------- | ---------------- |
| 1   |          | Kazem Sami Kermani (1935-1988)              | 13 février 1979   | 29 octobre 1979  |
| 2   |          | Moussa Zargar (1935-2020)                   | 17 novembre 1979  | 28 mai 1980      |
| 3   |          | Hadi Manafi (en) (né en 1941)               | 10 septembre 1980 | 14 aout 1984     |
| 4   |          | Alireza Marandi (en) (né en 1939)           | 20 aout 1984      | 29 aout 1989     |
| 5   |          | Iradj Fazel (en) (né en 1939)               | 29 aout 1989      | 13 janvier 1991  |
| 6   |          | Reza Malekzadeh (en) (né en 1952)           | 5 mars 1991       | 16 aout 1993     |
| (4) |          | Alireza Marandi (en) (né en 1939)           | 16 aout 1993      | 20 aout 1997     |
| 7   |          | Mohammad Farhadi (en) (né en 1949)          | 20 aout 1997      | 22 aout 2001     |
| 8   |          | Massoud Pezechkian (né en 1954)             | 22 aout 2001      | 24 aout 2005     |
| 9   |          | Kamran Bagheri Lankarani (en) (né en 1965)  | 24 aout 2005      | 3 septembre 2009 |
| 10  |          | Marzieh Vahid Dastjerdi (né en 1959)        | 3 septembre 2009  | 27 décembre 2012 |
| 11  |          | Hassan Tarighat Monfared (en) (1946-2021)   | 17 mars 2013      | 15 aout 2013     |
| 12  |          | Hassan Ghazizadeh Hashemi (en) (né en 1959) | 15 aout 2013      | 3 janvier 2019   |
| 13  |          | Saeed Namaki (en) (né en 1958)              | 4 février 2019    | 25 aout 2021     |
| 14  |          | Bahram Eynollahi (en) (né en 1958)          | 25 aout 2021      | 19 mai 2024      |